# Vlag van Thurgau

Vlag van Thurgau

De vlag van Thurgau is de vlag van het kanton Thurgau in Zwitserland. De vlag wordt door twee driehoeken gevormd, met linksonder een  groen veld en rechtsboven een wit veld. ER staat in beide driehoek een gele of gouden klimmende leeuw. De leeuwen zijn afkomstig uit het wapen van de graven van het oude graafschap Kyburg. De graven 'gaven' hun leeuwen in 1047 aan Thurgau, dat bij Kyburg hoorde. Men plaatste de leeuwen eerst op een zwart, later een rood veld, met een gele diagonale lijn tussen de leeuwen. Toen Zwitserland in 1803 weer een confederatie werd, waarbij Thurgau een van de nieuw opgerichte kantons was, plaatsten de nieuwe machthebbers in Thurgau de leeuwen uit het oude wapen in de huidige groen-witte combinatie. Deze kleuren zijn afgeleid van die van Vaud en Sankt Gallen, waarbij het groen voor vrijheid staat. De gele leeuw staat op de afbeelding hiernaast zwart omrand, maar daarmee gaat de vlag van Thurgau evenals het wapen tegen de regel van de heraldiek in dat goud op wit niet de bedoeling is.